# Licques
Licques är en kommun i departementet Pas-de-Calais i regionen Hauts-de-France i norra Frankrike. Kommunen ligger i kantonen Guînes som tillhör arrondissementet Calais. År 2022 hade Licques 1 657 invånare.

## Befolkningsutveckling
Antalet invånare i kommunen Licques
| Referens: INSEE |